# Lobostemon regulariflorus
Lobostemon regulariflorus är en strävbladig växtart som först beskrevs av Ker Gawl., och fick sitt nu gällande namn av M.H. Buys. Lobostemon regulariflorus ingår i släktet Lobostemon och familjen strävbladiga växter. Inga underarter finns listade i Catalogue of Life.